# Гипотеза Сельберга о дзета-функции
Гипотеза Сельберга — математическая гипотеза о плотности нулей дзета-функции Римана ζ(1/2 + it), выдвинутая Атле Сельбергом.
Гипотеза Сельберга является усилением второй гипотезы Харди—Литтлвуда.
Сельберг выдвинул свою гипотезу, доказав гипотезу Харди—Литтлвуда.

## История и формулировка
В 1942 году Атле Сельберг выдвинул гипотезу, что при фиксированном {\displaystyle \varepsilon } с условием {\displaystyle 0<\varepsilon <0.001}, достаточно большом {\displaystyle T} и {\displaystyle H=T^{a+\varepsilon }}, {\displaystyle a={\tfrac {27}{82}}={\tfrac {1}{3}}-{\tfrac {1}{246}}}, промежуток {\displaystyle (T,T+H)} содержит не менее {\displaystyle cH\ln T} вещественных нулей дзета-функции Римана {\displaystyle \zeta {\Bigl (}{\tfrac {1}{2}}+it{\Bigr )}}. Сельберг доказал справедливость утверждения для случая {\displaystyle H\geq T^{1/2+\varepsilon }}.

## Доказательство гипотезы
В 1984 году А. А. Карацуба доказал гипотезу Сельберга.
Оценки А. Сельберга и А. А. Карацубы являются неулучшаемыми по порядку роста при {\displaystyle T\to +\infty }.
В 1992 г. А. А. Карацуба доказал, что аналог гипотезы Сельберга справедлив для «почти всех» промежутков {\displaystyle (T,T+H]}, {\displaystyle H=T^{\varepsilon }}, где {\displaystyle \varepsilon } — сколь угодно малое фиксированное положительное число. Метод, разработанный Карацубой позволяет исследовать нули дзета-функции Римана на «сверхкоротких» промежутках критической прямой, то есть на промежутках {\displaystyle (T,T+H]}, длина {\displaystyle H} которых растёт медленнее
любой, даже сколь угодно малой, степени {\displaystyle T}. В частности, он
доказал, что для любых заданных чисел {\displaystyle \varepsilon }, {\displaystyle \varepsilon _{1}} с условием
{\displaystyle 0<\varepsilon ,\varepsilon _{1}<1} почти все промежутки {\displaystyle (T,T+H]} при {\displaystyle H\geq \exp {\{(\ln T)^{\varepsilon }\}}} содержат не менее {\displaystyle H(\ln T)^{1-\varepsilon _{1}}} нулей функции {\displaystyle \zeta {\bigl (}{\tfrac {1}{2}}+it{\bigr )}}. Эта оценка весьма близка к той, что следует из гипотезы Римана.